# Pericallia ocellifera
Pericallia ocellifera là một loài bướm đêm thuộc phân họ Arctiinae, họ Erebidae.